# Pšata, Domžale
Pšata naselje v Občini Domžale v bližini izliva reke Pšate v Kamniško Bistrico. Pšata skupaj z naseljem Dragomelj tvori krajevno skupnost Dragomelj - Pšata. V kraju deluje prostovoljno gasilsko društvo. Nekoč je bila na Pšati tudi graščina.